# 1997年度香港行政長官施政報告
《1997年度香港行政長官施政報告》是香港特區政府發表的首份香港施政報告，由時任香港行政長官董建華於1997年10月8日於當時位於中環的立法會大樓內向臨時立法會發表。

## 背景
1997年，香港主權剛移交予中國，經濟亦繼續達至頂峰，社會期待董建華上場以後有甚麼使香港做得更好的作為。1997年10月6日，董建華在臨時立法會中宣讀這一份施政報告。

## 內容
這一份施政報告的重點大致如下：
土地、基建方面
- 香港政府會採取措施以確保達到每年最少興建八萬五千個單位的目標。（八萬五建屋計劃）
- 香港政府在未來十年出售二十五萬個出租公屋單位予租戶，以及讓成功申請到租住公屋的人士選擇購買居屋單位。
- 成立新置業貸款計劃，每年幫助六千個家庭自置居所。預計在未來五年，會為每個合資格的家庭提供約60萬港元貸款。
- 增加售予及租予出租公屋輪候冊申請人的出租公屋單位數目，以期在2005年年底前，實現把輪候時間縮短至3年的目標。
- 在1999年底前，成立市區重建局以及推行強制樓宇安全檢驗計劃，以5億港元成立市區環境美化基金，協助業主進行驗樓和修葺工程。
- 計劃在2002年底前建成西部走廊鐵路（由西九龍至元朗），並在2003年底前把該鐵路線伸展至屯門；在2002年底前建成地下鐵路將軍澳綫。
- 計劃在2005年底前擴闊吐露港公路和粉嶺公路；在2006年底前完成9號幹線（由青衣西北部至荔枝角）；在2007年年底前完成10號幹線深井連接路（由新界西北部至大嶼山東北部）。

老人方面
- 增加老人的每月綜援金額增加380港元。
- 檢討現行的出租公屋編配政策，以鼓勵出租公屋家庭與家中長者同住。

工商業方面
- 香港政府會向服務業支援資助計劃注資5,000萬港元，以改善服務業。
- 興建科學園、第二所工業科技中心和第四個工業村。
- 向香港旅遊協會撥款一億港元，成立一個國際盛事基金，協助推廣旅遊業。
- 香港政府設立電影服務統籌科和電影服務諮詢委員會。

行政方面
- 在1998年5月24日舉行立法會選舉。
- 檢討兩個市政局和各區議會的架構。

## 評價及影響
這一份施政報告中，對樓價問題推出一些方案，例如每年建屋八萬五千個，這就是未來人人皆罵的「八萬五」建屋目標。八萬五政策使1997年亞洲金融風暴來臨時更進一步打擊樓市，在社會上產生了一個新階級：負資產階級。
數天後，董建華在電台節目上，有不少市民對董建華的八萬五建屋目標持保留態度。
出售現有出租公屋給住戶，後來達成了，但演變成一村兩制，在管理上做成困擾。
興建科學園為將來香港轉型打下基礎。

## 外部連結
- 一九九七年度行政長官施政報告（页面存档备份，存于）
- 一九九七年度行政長官施政報告重點（页面存档备份，存于）
- 行政長官於一九九七年十月十一日出席電台節目全文（页面存档备份，存于）
- 行政長官於一九九七年十月十一日出席施政報告座談會全文（页面存档备份，存于）
- 行政長官於一九九七年十月十一日出席臨時立法會答問大會全文（页面存档备份，存于）